# Rijnwoude
Rijnwoude (dân số: 18.986 người trong năm 2004) là một đô thị ở phía tây Hà Lan, trong tỉnh Zuid-Holland. Đô thị này có diện tích 57,85 km² (22,34 mile²) trong đó 1,17 km² (0.45 mile²) là diện tích mặt nước.
Rijnwoude được lập năm 1991 với tên Rijneveld thông qua việc sáp nhập các đô thị cũ Benthuizen, Hazerswoude, và Koudekerk aan den Rijn. Năm 1993, đô thị được đổi tên thành Rijnwoude.
Đô thị Rijnwoude bao gồm các cộng đồng Benthorn, Benthuizen, Hazerswoude-Dorp, Groenendijk, Hazerswoude-Rijndijk (tòa thị chính ở đây), Hogeveen, và Koudekerk aan den Rijn.
|  |  |